# Championnats de Belgique d'athlétisme 1955
Les championnats de Belgique d'athlétisme 1955 toutes catégories, hommes et femmes, se sont tenus les 9 juillet et  10 juillet au stade du Heysel à Bruxelles.

## Résultats
| Hommes               | Prestation | Catégorie         | Femmes                | Prestation |
| -------------------- | ---------- | ----------------- | --------------------- | ---------- |
| Jacques Vercruysse   | 10,8 s     | 100 m             | Marie-Louise Verhelst | 12,7 s     |
| Jacques Vercruysse   | 21,9 s     | 200 m             | Suzanne Krol          | 26,7 s     |
| Roger Moens          | 48,7 s     | 400 m             |                       |            |
| Roger Moens          | 1.52,5     | 800 m             | Maria Kessels         | 2.31,7     |
| Roger Verheuen       | 3.53,6     | 1 500 m           |                       |            |
| Gaston Reiff         | 14.51,0    | 5 000 m           | -                     | -          |
| Frans Herman         | 31.55,6    | 10 000 m          | -                     | -          |
| -                    | -          | 80 m haies        |                       |            |
| Lucien De Pauw       | 14,7 s     | 110 m haies       | -                     | -          |
|                      |            | 200 m haies       | -                     | -          |
| Dirk Stoclet         | 55,3 s     | 400 m haies       | -                     | -          |
| Roger Deweer         | 9.35,0     | 3000 m steeple    | -                     | -          |
| Walter Herssens      | 1,94 m     | Saut en hauteur   | Jenny Van Gerdinge    | 1,47 m     |
| Walter Prinsen       | 3,80 m     | saut à la perche  | -                     | -          |
| Julien Van Genechten | 6,79 m     | saut en longueur  | Maria Gijsels         | 5,26 m     |
| Walter Herssens      | 14,18 m    | triple saut       | -                     | -          |
| Edouard Vandezande   | 15,14 m    | lancer du poids   | Simone Saenen         | 11,55 m    |
| Christian Dewaey     | 45,84 m    | lancer du disque  | Simone Saenen         | 36,21 m    |
| Victor Mangwele      | 62,09 m    | lancer du javelot | Olga De Ceuster       | 33,02 m    |
| Henri Haest          | 51,69 m    | lancer du marteau | -                     | -          |

Source du tableau : LBFA 